# 馬斯閥努瀑布
馬斯閥努瀑布位於台東縣延平鄉，馬里山北側鹿野溪右岸無名支流匯入鹿野溪處。瀑布標高約500公尺至280公尺，分四層跌落，總落差約220公尺，其中以落差約90公尺的頂層瀑布最為壯觀。由紅葉產業道路清水大橋下起溯，約3.8公里可至底層瀑布下方，但由於地形遮蔽，於鹿野溪河床無法一窺瀑布全貌。若要觀賞上段瀑布，需從卑南上圳進水口親水公園旁通往台東紅葉村蘇鐵自然保留區的林道，於上里溫泉上方路段附近即可遠眺瀑布，惟路況不佳，須謹慎小心。

## 解
1. ↑  根據《臺灣通用電子地圖【NLSC】》、《臺灣通用正射影像【NLSC】》對照。